# Nanairo no Ashita: Brand New Beat / Your Color
Nanairo no Ashita: Brand New Beat / Your Color è un singolo della cantante sudcoreana BoA, pubblicato nel 2006.

## Tracce
CD
1. Nanairo no Ashita: Brand New Beat
2. Your Color
3. Nanairo no Ashita: Brand New Beat (TV Mix)
4. Your Color (TV Mix)